# Наргис
Нарги́с, в замужестве Датт (хинди नर्गिस, англ. Nargis; настоящее имя — Фатима Абдул Рашид, 1 июня 1929, Калькутта — 3 мая 1981, Бомбей) — ведущая индийская актриса

 1940—1950-х годов. Лауреат Filmfare Awards (1958) и Национальной кинопремии (1968) за лучшую женскую роль. Награждена правительственной наградой Падма Шри за вклад в развитие искусства Индии.

## Биография
Родилась в Калькутте. Её мать, Джадданбай, была известной в Индии актрисой и певицей, происходившей из рода брахманов, перешедших в ислам. Её отец, Уттамчанд Моханчанд, — врачом, родившимся в богатой семье брахманов-мохьялов. Чтобы жениться на Джадданбай, он перешёл в ислам и отказался от наследства. При рождении их дочь получила два имени: Тежешвари Утамчанд Моханчанд — от отца и Фатима Абдул Рашид — от матери. Однако миру она стала известна как Наргис.
Фатима Абдул Рашид росла с двумя своими братьями. В детстве она прилежно училась, участвовала в театральном кружке и мечтала стать врачом. Однако неожиданный дебют в 14 лет в фильме «Судьба» (1943) изменил всю её жизнь. Имя «Наргис» ей придумал режиссёр этого фильма. Также у неё было прозвище «Беби Рани» («Маленькая королева»).
Настоящий успех пришёл к Наргис после работы в дебютной режиссёрской картине Раджа Капура. После успеха в мировом прокате, он предложил ей главную женскую роль в своём следующим фильме, что положило начало их десятилетнему творческому союзу и самому обсуждаемому в прессе роману. За годы совместной работы они снялись в более чем 15 фильмах. Российскому зрителю она была известна по фильмам «Бродяга» и «Господин 420», вышедшим в прокат в СССР, а также по советско-индийскому «Хождение за три моря».
Самой известной её работой после разрыва с Капуром стала кинокартина «Мать Индия» (1957), где она исполнила роль Радхи, вдовы, пытающейся спасти жизнь и вырастить двоих сыновей и при этом сохранить свою честь. Её Радха превратилась в идеальный образец для всех последующих «хороших матерей» индийского популярного кино — тех, кто заботится как о настоящем, так и о будущем своих отпрысков. За эту роль актриса получила множество наград, а фильм был номинирован на «Оскар», но не снискал популярности за пределами Индии.
Лучшими ролями Наргис принято считать роли, сыгранные в фильмах Раджа Капура. Сама актриса называла любимой роль Решмы из романтической саги о любви и борьбе «Сезон дождей».
Во время съёмок фильма «Мать Индия» Наргис чуть не погибла в пламени пожара, но её спас актёр Сунил Датт. 11 марта 1958 года они поженились по ритуалу индуистской реформистской школы Арья-самадж. В этом браке у пары родилось трое детей: сын Санджай, который также стал актёром, и дочери Намрата и Прия.
Наргис умерла от рака 3 мая 1981 года. В память о ней год спустя был создан специальный онкологический фонд.

## Фильмография
| Год  | Название на русском        | Оригинальное название          | Роль                                  |
| 1935 | В поисках истины           | Talash-e-Haq / तलाशे हक़          |                                       |
| 1942 | Таманна                    | Tamanna / तमन्ना                 |                                       |
| 1943 | Судьба                     | Taqdeer / तक़दीर                 | Салма                                 |
| 1945 | Двадцатый век              | Bisvi Sadi / बीसवी सदी            |                                       |
| 1945 | Хумаюн                     | Humayun / हुमायूँ                  | Хамида Бано                           |
| 1946 | Нарцисс                    | Nargis / नरगिस                  |                                       |
| 1947 | Менди                      | Mehandi / मेहंदी                  |                                       |
| 1947 | Ромео и Джульетта          | Romeo and Juliet / रोमीयो आंड जूलिएट |                                       |
| 1948 | Анджуман                   | Anjuman / अंजुमन                 |                                       |
| 1948 | Испепеляющая страсть       | Aag / आग                       | Нимми                                 |
| 1948 | Неповторимая любовь        | Anokha Pyar / अनोखा प्यार          | Гита                                  |
| 1948 | Ярмарка                    | Mela / मेला                      | Манджу                                |
| 1949 | Лахор                      | Lahore / लाहोर                   |                                       |
| 1949 | Репутация                  | Andaz / अंदाज़                    | Нина                                  |
| 1949 | Салфетка                   | Roomal / रूमाल                   |                                       |
| 1949 | Сезон дождей               | Barsaat / बरसात                 | Решма                                 |
| 1949 | Уважаемый Дарог            | Darogaji / दारोगज़ी                |                                       |
| 1950 | Игра                       | Khel / खेल                      |                                       |
| 1950 | Йогин                      | Jogan / जोगन                    | Сурабхи                               |
| 1950 | Любовь                     | Pyaar / प्यार                    |                                       |
| 1950 | Мина-базар                 | Meena Bazaar / मीना बाज़ार          |                                       |
| 1950 | Отцовский дом              | Babul / बाबुल                    | Бела                                  |
| 1950 | Полночь                    | Aadhi Raat / आधी रात             |                                       |
| 1950 | Сводный братик             | Chhoti Bhabbi / छोटी भाभी          |                                       |
| 1950 | Узнать друг друга          | Jan Pahchan / जान पहचान          | Аша                                   |
| 1951 | Бродяга                    | Awaara / आवारा                   | Рита                                  |
| 1951 | Встреча                    | Deedar / दीदार                   | Мала                                  |
| 1951 | Любовь к общению           | Pyar Ki Baaten / प्यार की बातें      |                                       |
| 1951 | Переполох                  | Hulchul / हलचल                 | Аша                                   |
| 1951 | Океан                      | Saagar / सागर                   |                                       |
| 1952 | Гнездо                     | Ashiana / आशियाना                 | Гаура                                 |
| 1952 | Невероятное событие        | Anhonee / अनहोनी                 | Руп / Махини                          |
| 1952 | Зеркало                    | Sheesha / शीशा                   |                                       |
| 1952 | Небо                       | Amber / अम्बर                   | Амбер                                 |
| 1952 | Душа                       | Bewafa / बेवफा                   | Рупа                                  |
| 1953 | Греховодник                | Paapi / पापी                     | Лачхи                                 |
| 1953 | Дыхание любви              | Aah / आ                        | Нилу                                  |
| 1953 | Мелодия                    | Dhoon / # ढूँ                    |                                       |
| 1954 | Англичанин                 | Angarey / अँगारे                  |                                       |
| 1955 | Господин 420               | Shree 420 / श्री 420             | Видья Омкарнатх Шастри                |
| 1956 | Бодрствуйте!               | Jagte Raho                     | Храмовая певица (в титрах не указана) |
| 1956 | Тайком от всех             | Chori Chori / चोरी चोरी            | Каммо                                 |
| 1957 | Мать Индия                 | Mother India / मदर इंडिया         | Радха                                 |
| 1957 | Хождение за три моря       | Pardesi / परदेसी                 | Чампа                                 |
| 1958 | Домашняя жизнь             | Ghar Sansar / घर संसार           | Ума                                   |
| 1958 | Лажванти                   | Lajwanti / लाजवंती                | Кавита                                |
| 1958 | Суд                        | Adalat / अदालत                  | Нирмала                               |
| 1960 | Чёрный рынок               | Kala Bazaar / कला बाज़ार           | Играет саму себя                      |
| 1964 | Воспоминания               | Yaadein / यादें                   | Силуэт Прийа                          |
| 1967 | Ночь и день                | Raat Aur Din / रात और दिन        | Пегги Варуна                          |
| 1968 | На улицах столько мечтаний | Τόσα όνειρα στους δρόμους      |                                       |

## Награды и номинации
- 1958 — Filmfare Award за лучшую женскую роль — «Мать Индия»[1]
- 1958 — Приз за лучшую женскую роль на Международном кинофестивале в Карловых Варах — «Мать Индия»[2]
- 1958 — государственная награда Падма Шри
- 1968 — Национальная кинопремия (Индия) за лучшую женскую роль — «День и ночь»[3]
- 1969 — Номинирована Filmfare Award за лучшую женскую роль — «День и ночь»[4]
- 2001 — Амитабх Баччан и Наргис Датт были удостоены звания «лучшие актеры тысячелетия» по версии журнала «Stardust»[5]